# NoHo

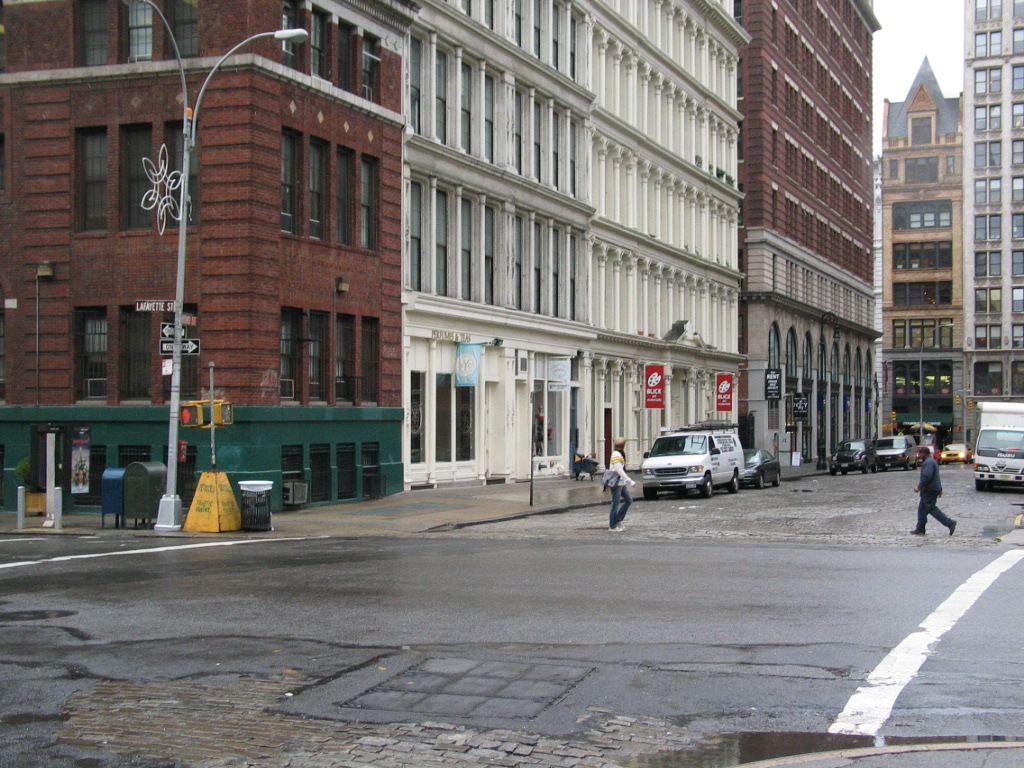
Bond Street i NoHo.

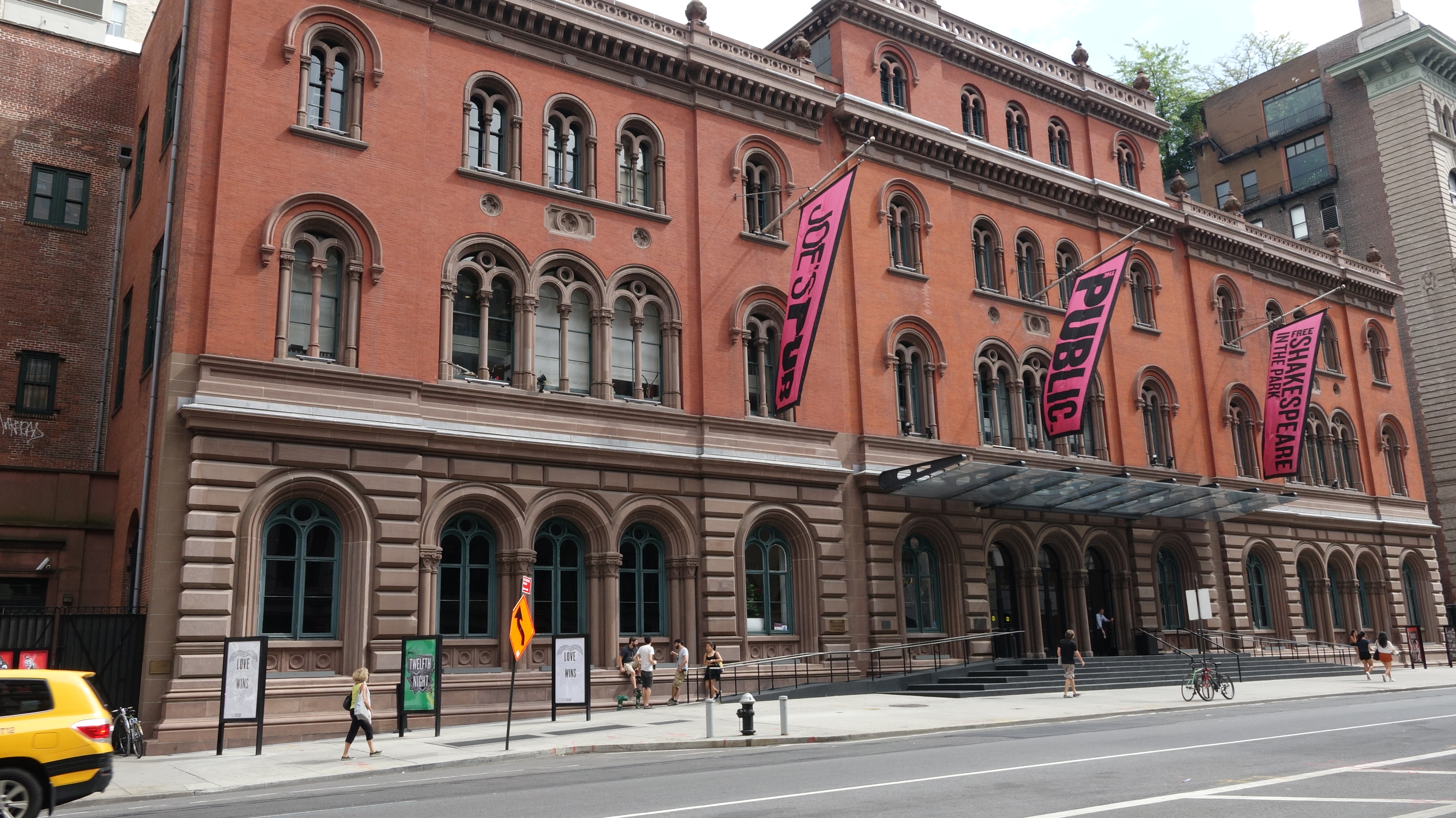
Folkteatern i NoHo.

NoHo är ett område på Manhattan i New York. Området ligger norr om Houston Street, och är ett teleskopord för North of Houston (Street). Begreppet NoHo började användas i slutet av 1980-talet.

## Kända personer som bott i NoHo
- Jean-Michel Basquiat, konstnär.
- Jared Kushner, affärsman.
- Cynthia Nixon, skådespelare.
- Robert Rauschenberg, konstnär.
- Keith Richards, musiker
- Suze Rotolo, konstnär.
- Jessica Chastain, skådespelare
- Sheryl Crow, artist.
- Liev Schreiber, skådespelare.
- Lauren Hutton, modell
- Jonah Hill, skådespelare.
- Britney Spears, artist.
- Frank Stella, konstnär.
- Kristen Stewart, skådespelare
- Zachary Quinto, skådespelare.
- Cameron Winklevoss, roddare.
- Emily Ratajkowski, modell
- Andy Warhol, konstnär

Under 2000- och 2010-talet har NoHo och dess södra granne SoHo upplevt en snabb gentrifiering. Eftersom NoHo i första hand består av loftlägenheter gör det NoHo till ett av de dyraste och mest eftertraktade kvarteren på Manhattan. Dess centrala läge bidrar också till en hög efterfrågan, vilket håller priserna höga. Under 2014 kunde en loftlägenhet kosta i genomsnitt 4 000 USD i månadshyra.
Området har varit hem för många kända konstnärer och artister, och den legendariska rockklubben  CBGB. NoHo är ett trendigt område, där det kreativa möter det eleganta, arkitekturen varierar från enorma 1900-talsbyggnader, till enklare och mer moderna höghus. 